# Казарян Мехак Айказович
Мехак Айказович Казарян (вірм. Մեխակ Հայկազի Ղազարյան; 13 грудня 1966) — радянський та вірменський боксер, призер чемпіонатів Європи.

## Спортивна кар'єра
Мехак Казарян розпочав займатися боксом з 14 років під наглядом свого старшого брата тренера з боксу Саркіса Казаряна.
1986 року став переможцем Спартакіади народів СРСР та Ігор доброї волі в Москві в напівлегкій вазі.
1987 року Казарян став чемпіоном СРСР і чемпіоном Європи. На чемпіонаті Європи він переміг Андреаса Цюлов (НДР) — 4-1, Томаша Новака (Польща) — 3-2, в півфіналі Регіліо Туур (Голандія) — 5-0 і в фіналі Ласло Сьоке (Угорщина) — 5-0. Восени на Кубку світу програв в півфіналі Арнальдо Меса (Куба) — 2-3 і отримав бронзову нагороду.
1988 року знов став чемпіоном СРСР і потрапив на Олімпійські ігри 1988, на яких після перемоги в 1/16 фіналу над Любишою Сімич (Югославія) — 5-0 програв в 1/8 фіналу майбутньому чемпіону Джованні Парізі (Італія) — RSC-2.
1990 року Казарян став чемпіоном СРСР втретє і виграв бронзову медаль на Іграх доброї волі в Сіетлі.
Після розпаду СРСР Мехак Казарян входив до складу збірної Вірменії. На чемпіонаті світу 1993 року в легкій вазі він програв в першому бою Ларрі Ніколсону (США) — 15-16.
На чемпіонаті Європи 1993 здобув дві перемоги, а в півфіналі програв Тібору Рафаелю (Чехія) — 15-18 і отримав бронзову медаль.
На чемпіонаті світу 1995 програв в другому бою Паата Гвасалія (Грузія) — 6-11.
На чемпіонаті Європи 1996 здобув дві перемоги, а в чвертьфіналі програв Леонарду Дорофтей (Румунія) — 3-8.
На Олімпійських іграх 1996 Казарян програв в першому бою Майклу Стрендж (Канада) — 7-16, після чого завершив виступи і перейшов на тренерську роботу.